# Drogenbos
Drogenbosⓘ là một đô thị ở tỉnh Vlaams-Brabant. Đô thị này chỉ bao gồm thị xã Drogenbos. Tại thời điểm ngày 1 tháng 1 năm 2006, Drogenbos có tổng dân số 4.876 người. Tổng diện tích là 2,49 km² với mật độ dân số là 1.957 người trên mỗi km².
Ngôn ngữ chính thức của Drogenbos is tiếng Hà Lan, như ở những nơi khác ở Flanders. 

## Dân địa phương nổi tiếng
- Joseph Loeckx
- Felix De Boeck, (1898 - 1995), họa sĩ.